# Marko Stanković
Marko Stanković (ur. 17 lutego 1986 w Krems an der Donau) – piłkarz austriacki grający na pozycji napastnika. Od 2018 roku jest zawodnikiem klubu FC Pune City. W reprezentacji Austrii zadebiutował w 2008 roku. Do 17 października 2013 roku rozegrał w niej jeden mecz.